# Liste des évêques de Lafayette
Cette page présente la liste des évêques de Lafayette
Le diocèse de Lafayette (en) (Dioecesis Lafayettensis), dans l'État de Louisiane, aux États-Unis (à ne pas confondre avec le diocèse Lafayette-en-Indiana), est érigé le 11 janvier 1918, par détachement de l'archidiocèse de La Nouvelle-Orléans.

## Sont évêques
- 18 juillet 1918-13 mars 1956 : Jules Jeanmard (Jules Benjamin Jeanmard)
- 13 mars 1956-7 novembre 1972 : Maurice Schexnayder
- 7 novembre 1972-13 mai 1989 : Gérard Frey (Gérard Louis Frey)
- 15 mai 1989-24 février 1994 : Harry Flynn (Harry Joseph Flynn)
- 8 novembre 1994-8 novembre 2002 : Edward O'Donnell (Edward Joseph O'Donnell)
- 8 novembre 2002-17 février 2016 : Charles Jarrell (Charles Michaël Jarrell)
- depuis le 17 février 2016 : John Deshotel (John Douglas Deshotel)

## Sources
- Fiche du diocèse sur le site catholic-hierarchy.org